# Rattus tunneyi
Rattus tunneyi  és una espècie de rosegador de la família dels múrids que viu a Austràlia. El seu nom específic, tunneyi, és en honor del naturalista australià John Thomas Tunney.